# Bazylika kolegiacka Świętych Apostołów Piotra i Pawła w Zawierciu
Bazylika Świętych Apostołów Piotra i Pawła w Zawierciu – zabytkowy, murowany kościół z czerwonej cegły, wybudowany w latach 1896–1903, 

## Historia i architektura
Został wybudowany w stylu neogotyckim, na planie krzyża łacińskiego. Ma dwuwieżową fasadę, dwie mniejsze wieżyczki po bokach prezbiterium oraz wieżyczkę na sygnaturkę na skrzyżowaniu naw. Jest to kościół trójnawowy w układzie bazylikowym z transeptem, z wnętrzem dzielonym przez cztery pary filarów, podtrzymujących sklepienie. Nad portalami wejściowymi w fasadzie oraz w ścianach szczytowych transeptu umieszczone są ceglane rozety wypełnione witrażami. W 1904 roku na placu przed kościołem została postawiona figura Matki Bożej Niepokalanie Poczętej.
Projektantem świątyni był Hugon Kuder, a fundatorami Adolf i Izydor Ginsberg.
27 grudnia 1992 r. abp Stanisław Nowak podniósł parafialny kościół pw. Świętych Apostołów Piotra i Pawła w Zawierciu do godności kolegiaty i ustanowił przy niej Kolegiacką Kapitułę Zawierciańsko–Żarecką.
22 czerwca 1997 roku na placu kościelnym, odsłonięto pomnik papieża Jana Pawła II. Pomnik wykonał Ryszard Kaczor, absolwent ASP w Krakowie.
Od 29 czerwca 2009 świątynia posiada godność bazyliki mniejszej. 18 października 2009 r. odprawiona została uroczysta msza, podczas której oficjalnie ogłoszony został dekret watykańskiej Kongregacji ds. Kultu Bożego i Dyscypliny Sakramentów o podniesieniu kościoła kolegiackiego do godności bazyliki mniejszej. Uroczystości przewodniczył nuncjusz apostolski w Polsce abp Józef Kowalczyk.
W 2022 do rejestru zabytków wpisano ozdobne ogrodzenie otaczające ze wszystkich stron budynek kościoła, składające się z dekoracyjnych form architektoniczno-rzeźbiarskich, rozdzielone przez trzy sekcje schodów (centralna i dwie boczne) wraz z figurami świętych Piotra i Pawła na postumentach.